# Josh Malerman

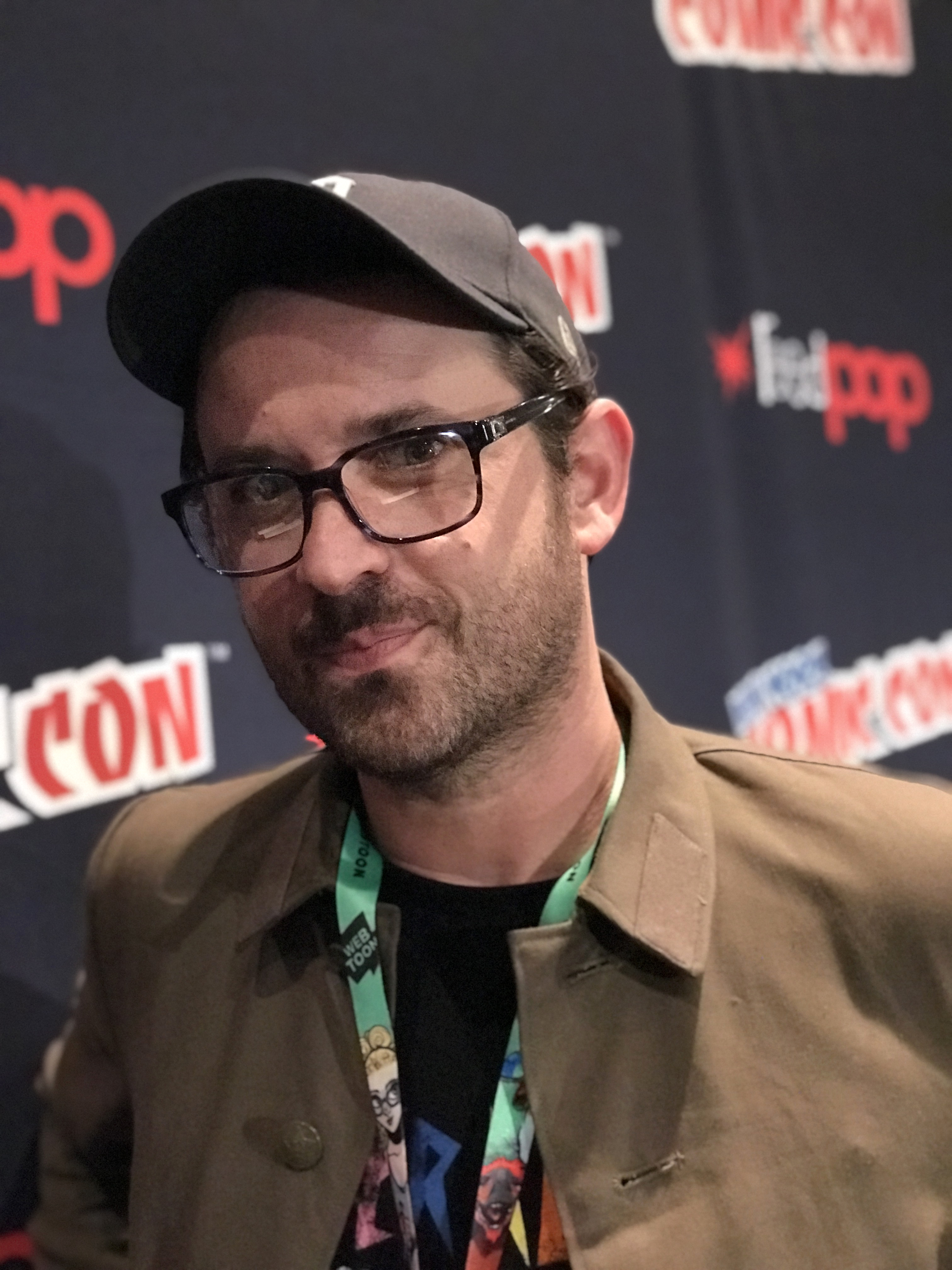
Josh Malerman, 2017

Josh Malerman (* 24. Juli 1975 in Michigan) ist ein US-amerikanischer Schriftsteller, Sänger und Songwriter.

## Leben
Josh Malerman begeisterte sich bereits in jungen Jahren für Horrorfilme und Horrorliteratur, verfasste schon früh einige Gedichte und Kurzgeschichten und schrieb zahlreiche Songtexte. Er ist Sänger und Bandleader der amerikanischen Indie-Rock-Band The High Strung, deren Liedtexte er überwiegend selbst schreibt.
Sein Romandebüt Bird Box, ein postapokalyptischer Horrorthriller, wurde 2014 veröffentlicht und 2015 für den Bram Stoker Award sowie den James Herbert Award nominiert. 2015 erschien sein Debüt unter dem deutschen Titel Bird Box – Schließe deine Augen im Penhaligon Verlag. Die deutsche Taschenbuchausgabe erschien 2016 unter dem Titel Der Fluss – Deine letzte Hoffnung im Blanvalet Verlag. Die Verfilmung des Buches unter der Regie von Susanne Bier und mit Sandra Bullock in der Hauptrolle wurde von Netflix produziert und im Dezember 2018 unter dem Titel Bird Box – Schließe deine Augen veröffentlicht. Die Fortsetzung zu Bird Box, die im Juli 2020 in den USA unter dem Titel Malorie erschien, wurde bislang noch nicht ins Deutsche übersetzt.
Josh Malerman lebt und arbeitet in Royal Oak, Michigan.

## Werk

### Bird-Box-Reihe
- Bird Box. Harper Collins Publishers 2015, ISBN 978-0-594-12797-0.
  - Bird Box – Schließe deine Augen (dt. Übersetzung von Fred Kinzel). Penhaligon Verlag, München 2015, ISBN 978-3-7645-3121-8. (Titel der Taschenbuchausgabe: Der Fluss. Deine letzte Hoffnung. Blanvalet Verlag, München 2016, ISBN 978-3-7341-0316-2)
- Malorie. Del Rey Books 2020, ISBN 978-0-593-15685-8.

### Weitere Bücher
- A House at the Bottom of a Lake. This is Horror 2016, ISBN 978-1-910471-01-2.
- Black Mad Wheel. HarperCollins 2017, ISBN 978-0-06-225968-4.
- Goblin. Earthling Publications 2017, ISBN 978-0-9962118-5-7.
- Unbury Carol. Del Rey Books 2018, ISBN 978-0-399-18016-3.
- On This, the Day of the Pig. Cemetery Dance Publications 2018, ISBN 978-1-58767-687-1.
  - Heute, am Tag des Schweins (dt. Übersetzung von Iris Bachmeier). Buchheim Verlag, Grimma 2020, (Cemetery Dance Germany, Band 7), limitierte, handnummerierte Ausgabe; nicht im offiziellen Buchhandel, sondern nur beim Verlag erhältlich, daher keine ISBN.
- Inspection. Del Rey Books 2019, ISBN 978-1-5247-9699-0.

## Verfilmungen
- 2018: Bird Box – Schließe deine Augen. Regie: Susanne Bier, Drehbuch: Eric Heisserer, Hauptdarsteller: Sandra Bullock, Trevante Rhodes, John Malkovich